# Liste des circonscriptions législatives de l'Essonne
Le département français de l'Essonne est découpé depuis sa création le 1er janvier 1968 en quatre circonscriptions législatives et depuis 1986 en dix circonscriptions législatives.

## Présentation

Carte des circonscriptions de l'Essonne en 2015.

Le redécoupage des circonscriptions législatives réalisé en 2010 et entrant en application à compter des élections législatives de juin 2012, a maintenu à dix le nombre de circonscriptions de l'Essonne ; seules les limites de deux d'entre elles ont été redéfinies, les communes de Bruyères-le-Châtel et Ollainville (canton d'Arpajon, troisième circonscription) ayant été rattachées à la quatrième.
L'Essonne compte depuis 2010 dix circonscriptions :
- la première circonscription composée des communes de Bondoufle, Corbeil-Essonnes, Evry-Courcouronnes, Lisses et Villabé ;
- la deuxième circonscription composée des communes d'Abbéville-la-Rivière, Angerville, Arrancourt, Auvernaux, Ballancourt-sur-Essonne, Baulne, Blandy, Boigneville, Bois-Herpin, Boissy-la-Rivière, Boissy-le-Cutté, Boissy-le-Sec, Boutervilliers, Boutigny-sur-Essonne, Bouville, Brières-les-Scellés, Brouy, Buno-Bonnevaux, Cerny, Chalo-Saint-Mars, Chalou-Moulineux, Champcueil, Champmotteux, Chevannes, Congerville-Thionville, Courances, Courdimanche-sur-Essonne, D'Huison-Longueville, Dannemois, Écharcon, Estouches, Étampes, Fontaine-la-Rivière, Fontenay-le-Vicomte, Gironville-sur-Essonne, Guigneville-sur-Essonne, Guillerval, Itteville, La Ferté-Alais, La Forêt-Sainte-Croix, Le Coudray-Montceaux, Méréville, Maisse, Marolles-en-Beauce, Mennecy, Mespuits, Milly-la-Forêt, Moigny-sur-École, Mondeville, Monnerville, Morigny-Champigny, Nainville-les-Roches, Oncy-sur-École, Ormoy, Ormoy-la-Rivière, Orveau, Prunay-sur-Essonne, Puiselet-le-Marais, Pussay, Roinvilliers, Saclas, Saint-Cyr-la-Rivière, Saint-Hilaire, Soisy-sur-École, Valpuiseaux, Vayres-sur-Essonne, Vert-le-Grand, Vert-le-Petit et Videlles ;
- la troisième circonscription composée des communes d'Angervilliers, Arpajon, Authon-la-Plaine, Auvers-Saint-Georges, Avrainville, Boissy-sous-Saint-Yon, Bouray-sur-Juine, Brétigny-sur-Orge, Breuillet, Breux-Jouy, Chamarande, Chatignonville, Chauffour-lès-Étréchy, Cheptainville, Corbreuse, Dourdan, Égly, Étréchy, Guibeville, Janville-sur-Juine, La Forêt-le-Roi, La Norville, Lardy, Le Plessis-Pâté, Le Val-Saint-Germain, Les Granges-le-Roi, Leudeville, Leuville-sur-Orge, Mérobert, Marolles-en-Hurepoix, Mauchamps, Plessis-Saint-Benoist, Richarville, Roinville, Saint-Chéron, Saint-Cyr-sous-Dourdan, Saint-Escobille, Saint-Germain-lès-Arpajon, Saint-Maurice-Montcouronne, Saint-Sulpice-de-Favières, Saint-Vrain, Saint-Yon, Sermaise, Souzy-la-Briche, Torfou, Villeconin et Villeneuve-sur-Auvers ;
- la quatrième circonscription composée des communes de Ballainvilliers, Boullay-les-Troux, Briis-sous-Forges, Bruyères-le-Châtel, Champlan, Courson-Monteloup, Épinay-sur-Orge, Fontenay-lès-Briis, Forges-les-Bains, Gometz-la-Ville, Gometz-le-Châtel, Janvry, La Ville-du-Bois, Les Molières, Limours, Linas, Longjumeau, Longpont-sur-Orge, Marcoussis, Montlhéry, Nozay, Ollainville, Pecqueuse, Saint-Jean-de-Beauregard, Saulx-les-Chartreux, Vaugrigneuse, Villebon-sur-Yvette, Villejust, Villemoisson-sur-Orge et Villiers-sur-Orge ;
- la cinquième circonscription composée des communes de Bièvres, Bures-sur-Yvette, Gif-sur-Yvette, Les Ulis, Orsay, Saclay, Saint-Aubin, Vauhallan, Verrières-le-Buisson et Villiers-le-Bâcle ;
- la sixième circonscription composée des communes de Chilly-Mazarin, Igny, Massy, Morangis, Palaiseau et Wissous ;
- la septième circonscription composée des communes de Athis-Mons, Juvisy-sur-Orge, Paray-Vieille-Poste, Savigny-sur-Orge et Viry-Châtillon ;
- la huitième circonscription composée des communes de Brunoy, Crosne, Montgeron, Vigneux-sur-Seine et Yerres ;
- la neuvième circonscription composée des communes de Boussy-Saint-Antoine, Draveil, Épinay-sous-Sénart, Étiolles, Morsang-sur-Seine, Quincy-sous-Sénart, Ris-Orangis, Saint-Germain-lès-Corbeil, Saint-Pierre-du-Perray, Saintry-sur-Seine, Soisy-sur-Seine, Tigery et Varennes-Jarcy ;
- la dixième circonscription composée des communes de Fleury-Mérogis, Grigny, Morsang-sur-Orge, Sainte-Geneviève-des-Bois et Saint-Michel-sur-Orge.

## XVIIelégislature (2024-)
Liste des députés de l'Essonne lors de la dix-septième législature :
| Circonscription     | Identité                       | Parti | Parti | Autres mandats | Photo |
| ------------------- | ------------------------------ | ----- | ----- | --- | ----- |
| 1re circonscription | Farida Amrani                  |       | LFI   | Députée de la circonscription depuis 2022, Conseillère municipale d'Evry-Courcouronnes (2014-2020)                                                                                              |       |
| 2e circonscription  | Nathalie Da Conceicao Carvalho |       | RN    | Députée de la circonscription depuis 2022 |       |
| 3e circonscription  | Steevy Gustave                 |       | LÉ    | Député de la circonscription depuis 2024 |       |
| 4e circonscription  | Marie-Pierre Rixain            |       | LREM  | Députée de la circonscription depuis 2017 |       |
| 5e circonscription  | Paul Midy                      |       | LREM  | Député de la circonscription depuis 2022, Conseiller municipal de Fontainebleau (2016-2020) |       |
| 6e circonscription  | Jérôme Guedj                   |       | PS    | Conseiller régional d'Île-de-France (2021-), Conseiller départemental de l'Essonne (1998-2021), Président du conseil général de l'Essonne (2011-2015), Député de la circonscription (2012-2014) |       |
| 7e circonscription  | Claire Lejeune                 |       | LFI   | Député de la circonscription depuis 2024 |       |
| 8e circonscription  | Bérenger Cernon                |       | LFI   | Député de la circonscription depuis 2024 |       |
| 9e circonscription  | Marie Guévenoux                |       | LREM  | Députée de la circonscription depuis 2017 |       |
| 10e circonscription | Antoine Léaument               |       | LFI   | Député de la circonscription depuis 2022 |       |

## XVIelégislature(2022-2024)

Carte électorale des circonscriptions en 2022.

| Circonscription     | Identité                       | Parti | Parti | Autres mandats | Photo |
| ------------------- | ------------------------------ | ----- | ----- | --- | ----- |
| 1re circonscription | Farida Amrani                  |       | LFI   | Conseillère municipale d'Evry-Courcouronnes (2014-2020) |       |
| 2e circonscription  | Nathalie Da Conceicao Carvalho |       | RN    | |       |
| 3e circonscription  | Alexis Izard                   |       | LREM  | Conseiller municipal de Savigny-sur-Orge (2020-) |       |
| 4e circonscription  | Marie-Pierre Rixain            |       | LREM  | Députée de la circonscription depuis 2017 |       |
| 5e circonscription  | Paul Midy                      |       | LREM  | Conseiller municipal de Fontainebleau (2016-2020) |       |
| 6e circonscription  | Jérôme Guedj                   |       | PS    | Conseiller régional d'Île-de-France (2021-), Conseiller départemental de l'Essonne (1998-2021), Président du conseil général de l'Essonne (2011-2015), Député de la circonscription (2012-2014) |       |
| 7e circonscription  | Robin Reda                     |       | LREM  | Député LR de la circonscription depuis 2017, Conseiller régional d'Île-de-France (2021-, 2015-2017), Maire de Juvisy-sur-Orge (2014-2017)                                                       |       |
| 8e circonscription  | Nicolas Dupont-Aignan          |       | DLF   | Député de la circonscription depuis 1997, Maire d'Yerres (1995-2017) |       |
| 9e circonscription  | Marie Guévenoux                |       | LREM  | Députée de la circonscription depuis 2017 |       |
| 10e circonscription | Antoine Léaument               |       | LFI   | |       |

Pour les représentations précédentes, voir la Liste des députés de l'Essonne.

## Composition des circonscriptions entre 1967 et 1986

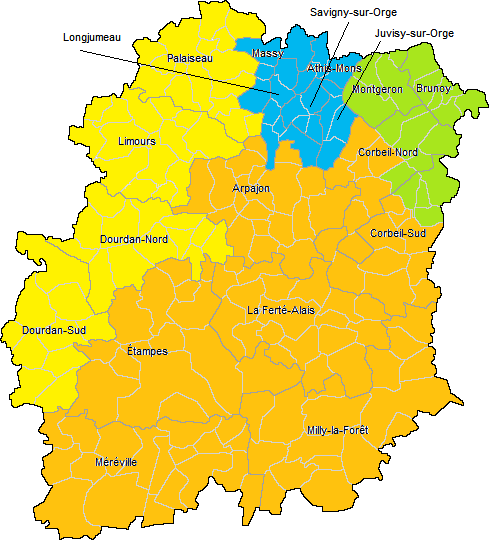
Carte du découpage électoral en 1967.

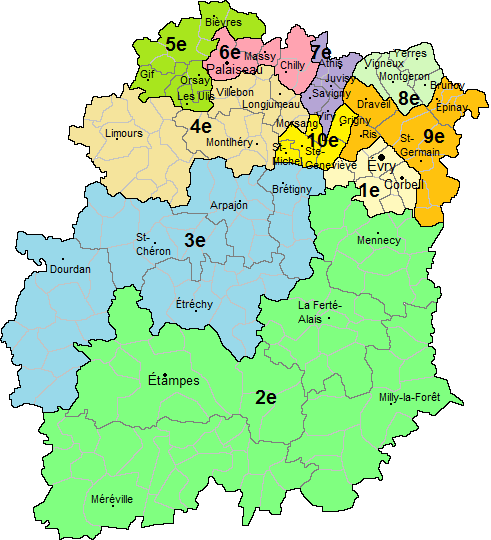
Carte des circonscriptions de l'Essonne de 1988 à 2012.

| Circonscriptions | Cantons et communes |
| ---------------- | --- |
| première         | Cantons de Brunoy et Corbeil-Nord (sauf Bondoufle, Courcouronnes, Écharcon, Évry, Lisses, Ris-Orangis, Montgeron), et communes de Corbeil-Essonnes, Morsang-sur-Seine, Saint-Pierre-du-Perray et Saintry-sur-Seine. |
| deuxième         | Cantons d'Arpajon, Corbeil-Sud (sauf Corbeil-Essonnes, Morsang-sur-Seine, Saint-Pierre-du-Perray, Saintry-sur-Seine.), Étampes; La Ferté-Alais, Méréville et Milly-la-Forêt, et communes Bondoufle, Courcouronnes, Écharcon, Évry, Lisses et Ris-Orangis. |
| troisième        | Cantons d'Athis-Mons, Juvisy, Longjumeau, Massy, Savigny. |
| quatrième        | Cantons de Limours et Palaiseau, et communes d'Angervilliers, Authon-la-Plaine, Boissy-sous-Saint-Yon, Breuillet, Breux, Chatignonville, Corbreuse, Dourdan, La Forêt-le-Roi, Le Val-Saint-Germain, Les Granges-le-Roi, Mérobert, Plessis-Saint-Benoist, Richarville, Roinville-sous-Dourdan, Saint-Chéron, Saint-Cyr-sous-Dourdan, Saint-Escobille, Saint-Maurice-Montcouronne, Saint-Sulpice-de-Favières, Saint-Yon et Sermaise. |

| Circonscriptions | Cantons et communes                                                                                              |
| ---------------- | --- |
| première         | Cantons de Corbeil-Essonnes-Est et Ouest, d'Évry-Nord et Sud.                                                    |
| deuxième         | Cantons d'Étampes, La Ferté-Alais, Mennecy, Méréville et Milly-la-Forêt.                                         |
| troisième        | Cantons d'Arpajon (sauf Bruyères-le-Châtel et Ollainville), Brétigny-sur-Orge, Dourdan, Étréchy et Saint-Chéron. |
| quatrième        | Cantons de Limours, Longjumeau, Montlhéry, Villebon-sur-Yvette et communes de Bruyères-le-Châtel et Ollainville. |
| cinquième        | Cantons de Bièvres, Gif-sur-Yvette, Les Ulis et Orsay.                                                           |
| sixième          | Cantons de Chilly-Mazarin, Massy-Est et Ouest et Palaiseau.                                                      |
| septième         | Cantons d'Athis-Mons, Juvisy-sur-Orge, Savigny-sur-Orge et Viry-Châtillon.                                       |
| huitième         | Cantons de Brunoy, Montgeron, Vigneux-sur-Seine et Yerres.                                                       |
| neuvième         | Cantons de Draveil, Épinay-sous-Sénart, Ris-Orangis et Saint-Germain-lès-Corbeil.                                |
| dixième          | Cantons de Grigny, Morsang-sur-Orge, Sainte-Geneviève-des-Bois et Saint-Michel-sur-Orge.                         |

## Pour approfondir

## Sources
1. ↑  Ordonnance no 2009-935 portant répartition des sièges et délimitation des circonscriptions pour l'élection des députés, Journal officiel de la République française, 29 juillet 2009, p. 12752.
2. ↑  Loi organique no 66-502 portant modification des dispositions du code électoral relatives à l'élection des députés à l'Assemblée nationale, Journal officiel de la République française, 13 juillet 1966, p. 6021.
3. ↑  Ordonnance no 2009-935 du 29 juillet 2009.